# 末主 (西夏)
末主（まっしゅ）は、西夏の第10代最後の皇帝。西夏最後の皇帝であるため末帝とも称される。諱は睍。

## 生涯
神宗の孫で、父は清平郡王で、彼自身も南平郡王の地位にあった。
乾定4年（1226年）、叔父の献宗の病死により皇帝に即位する。この時期はチンギス・カン自ら率いるモンゴル帝国軍による侵攻が続き、西夏は滅亡寸前であったが、末主はモンゴルへの降伏を拒否した。
右丞相の高良恵をはじめ各将士による反蒙活動が積極的に行われたが、その効果は限定的なものでしかなかった。さらにこの時期、国都の中興府で大地震が発生、これにより疫病が蔓延、食料も不足し、軍民の半数が死傷した。これで西夏滅亡は不可避と判断した末主は宝義2年（1227年）にモンゴル軍に投降、西夏は滅亡した。
間もなくチンギス・カンが死去すると、後患を排除する目的で、李睍をはじめ多くの西夏の民衆がオゴデイによって殺害され、西夏は完全に滅んだ。